# Ion Ciubuc
Ion Ciubuc (ur. 29 maja 1943 w Hădărăuți w rejonie Ocnița, zm. 29 stycznia 2018 w Kiszyniowie) – mołdawski polityk i ekonomista, w okresie radzieckim działacz komunistyczny, w latach 1997–1999 premier Mołdawii.

## Życiorys
Z wykształcenia agronom, doktoryzował się w zakresie ekonomii. Studia ukończył w instytucie rolniczym w Odessie. Kształcił się następnie na Akademii Nauk Społecznych przy Komitecie Centralnym Komunistycznej Partii Związku Radzieckiego. Początkowo, z przerwą na odbycie służby wojskowej, pracował w państwowych gospodarstwach rolnych, był m.in. przewodniczącym rady takich gospodarstw w rejonie Bryczany. W latach 1976–1978 był audytorem w KC KPZR w Moskwie, następnie do 1984 pierwszym rejonowym sekretarzem partii komunistycznej w Vulcănești. Później pełnił funkcję pierwszego wiceprzewodniczącego komitetu planowania Mołdawskiej SRR (1984–1986), dyrektora sekcji w instytucie rolniczym (1986–1989), wiceprzewodniczącego związku rolno-przemysłowego (1989–1990) i pierwszego wiceministra gospodarki narodowej (1990–1991).
Po ogłoszeniu przez Mołdawię niepodległości był pierwszym wicepremierem i stałym przedstawicielem Wspólnoty Niepodległych Państw w Kiszyniowie (1991–1992). Następnie do 1994 zajmował stanowisko pierwszego wiceministra spraw zagranicznych, a w 1994 pierwszego wiceministra gospodarki. Od 1994 do 1997 przewodniczył Curtea de Conturi, mołdawskiemu trybunałowi obrachunkowemu.
W styczniu 1997 objął urząd premiera, misję tworzenia rządu powierzył mu prezydent Petru Lucinschi. Stał na czele dwóch kolejnych gabinetów. Do dymisji podał się w lutym 1999, przyczyną były problemy gospodarcze kraju i niestabilność koalicji parlamentarnej. Formalnie zakończył urzędowanie w następnym miesiącu.
Po odejściu z polityki był dyrektorem generalnym przedsiębiorstwa Interagroinvest.